# Port d'Ammoúdi
Le port d’Ammoúdi (grec moderne : Αμμούδι) est un petit port de pêche et de plaisance traditionnel, situé dans la baie d’Ammoúdi (en) de l’île de Santorin dans l'archipel des Cyclades en Grèce, en contrebas du village d'Oia, un des lieux touristiques emblématiques et pittoresques de l'île et des Cyclades. 

## Histoire
Le village d'Ammoúdi se compose d'un petit port de pêche traditionnel de la caldeira de Santorin, sur la mer Égée, à la pointe nord-ouest de la côte de Santorin, dans un cadre naturel pittoresque, en contrebas du village d'Oia, niché au sommet d'une falaise volcanique rougeâtre d'environ 150 m. 

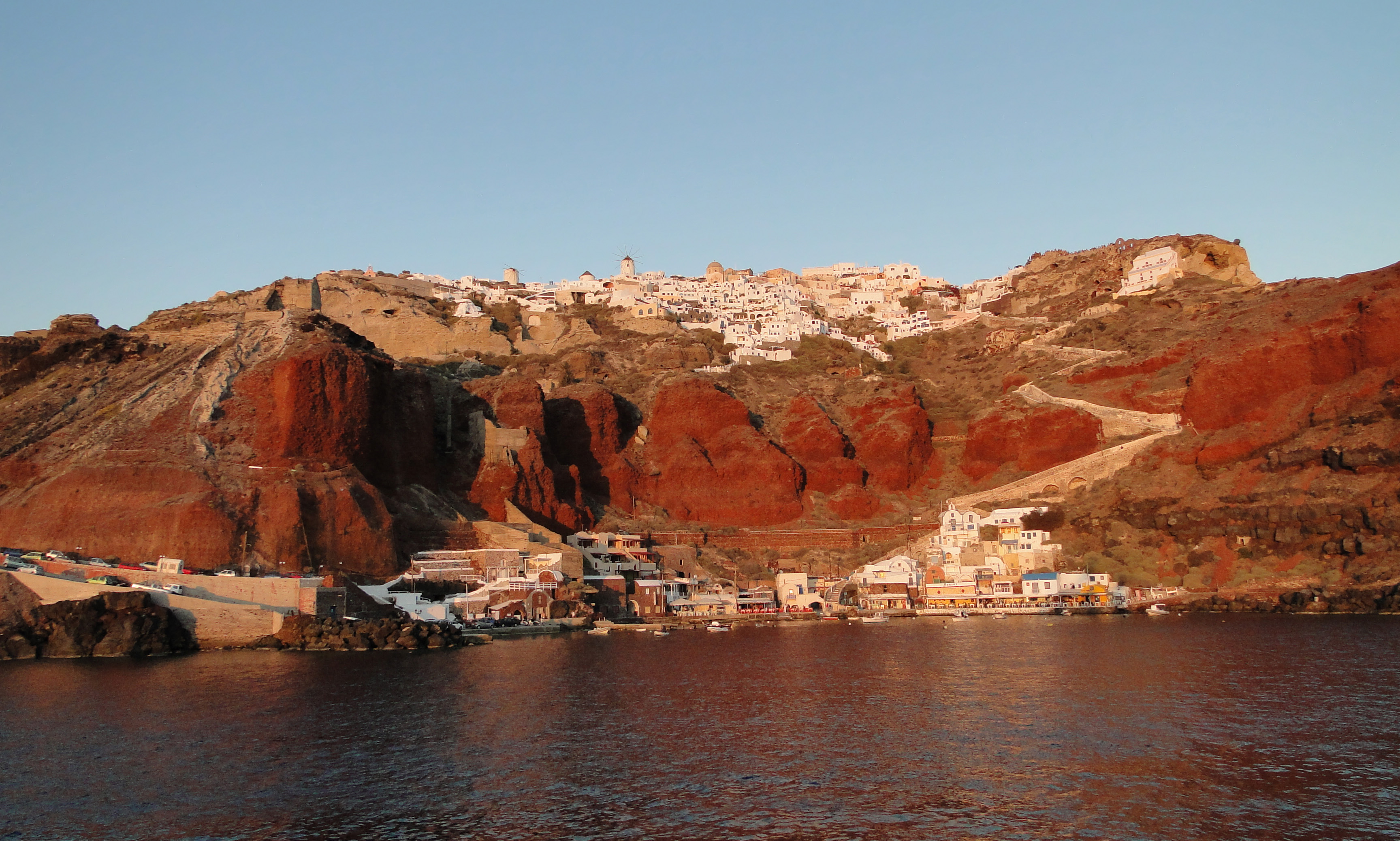
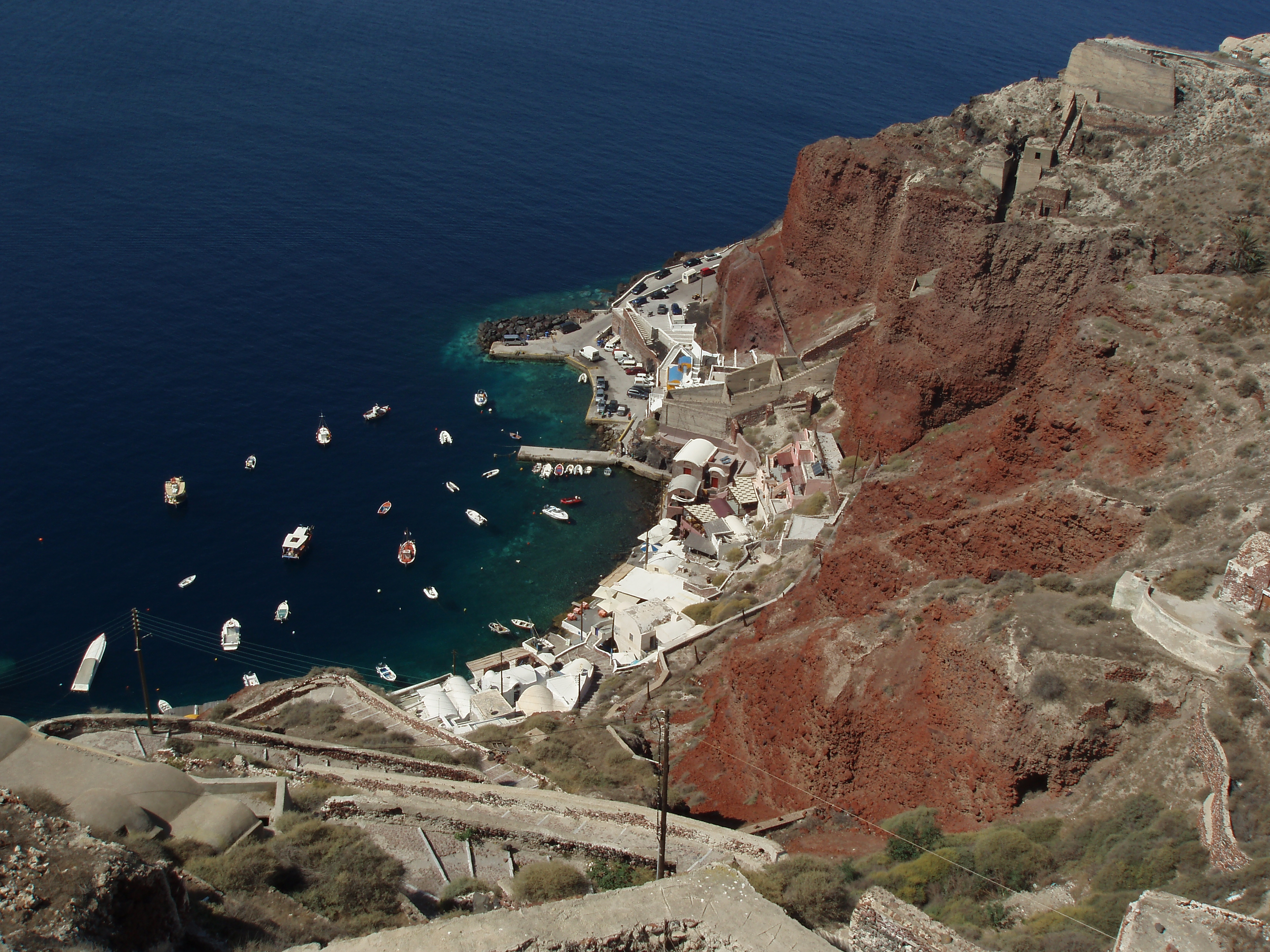

Son architecture cycladique, avec ses murs blanchis à la chaux, entre ciel et mer, ses maisons et bateaux de pêcheurs, ses restaurants avec ses spécialités de fruits de mer et de cuisine grecque en font un des hauts lieux du tourisme des Cyclades.

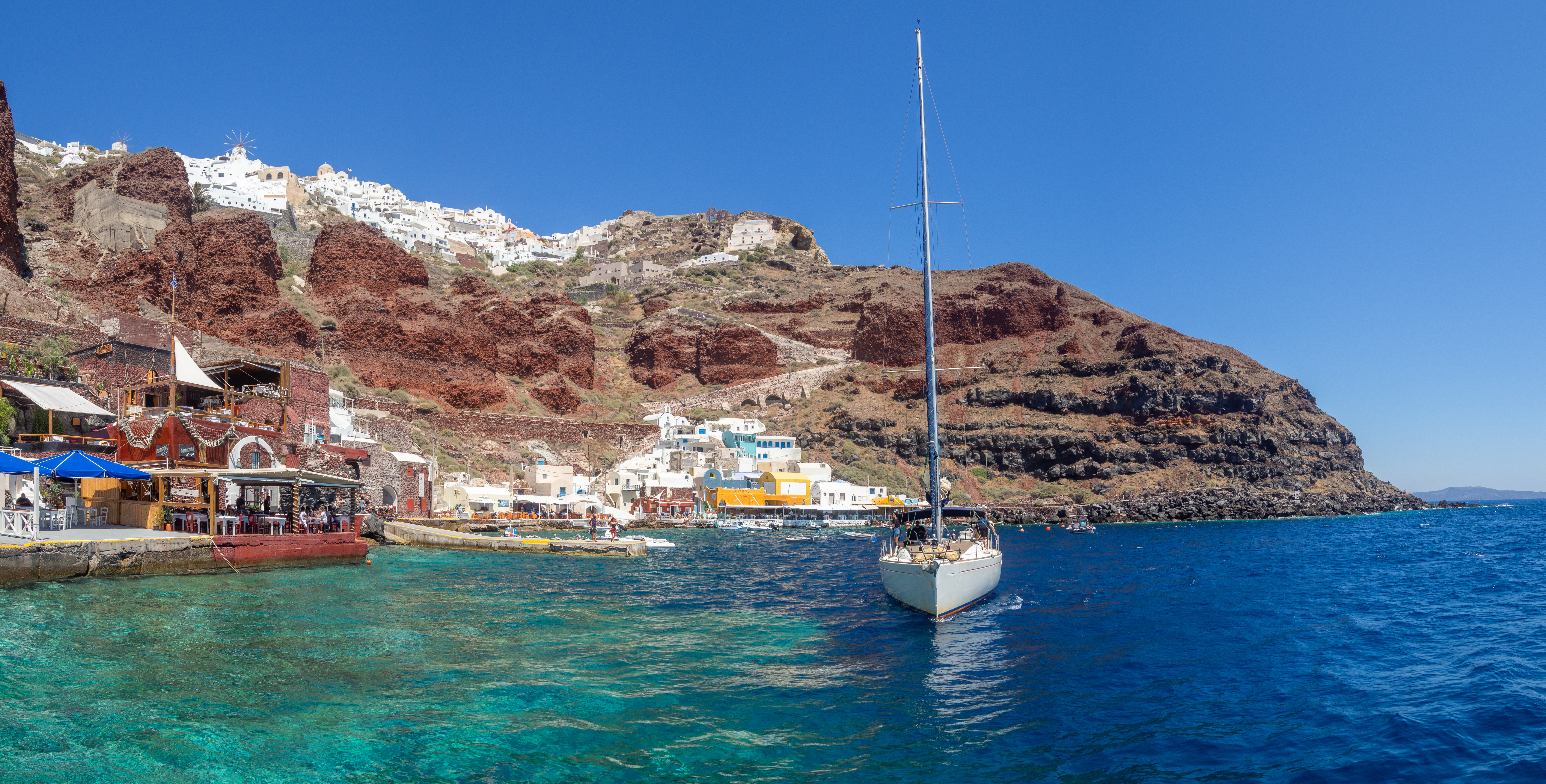
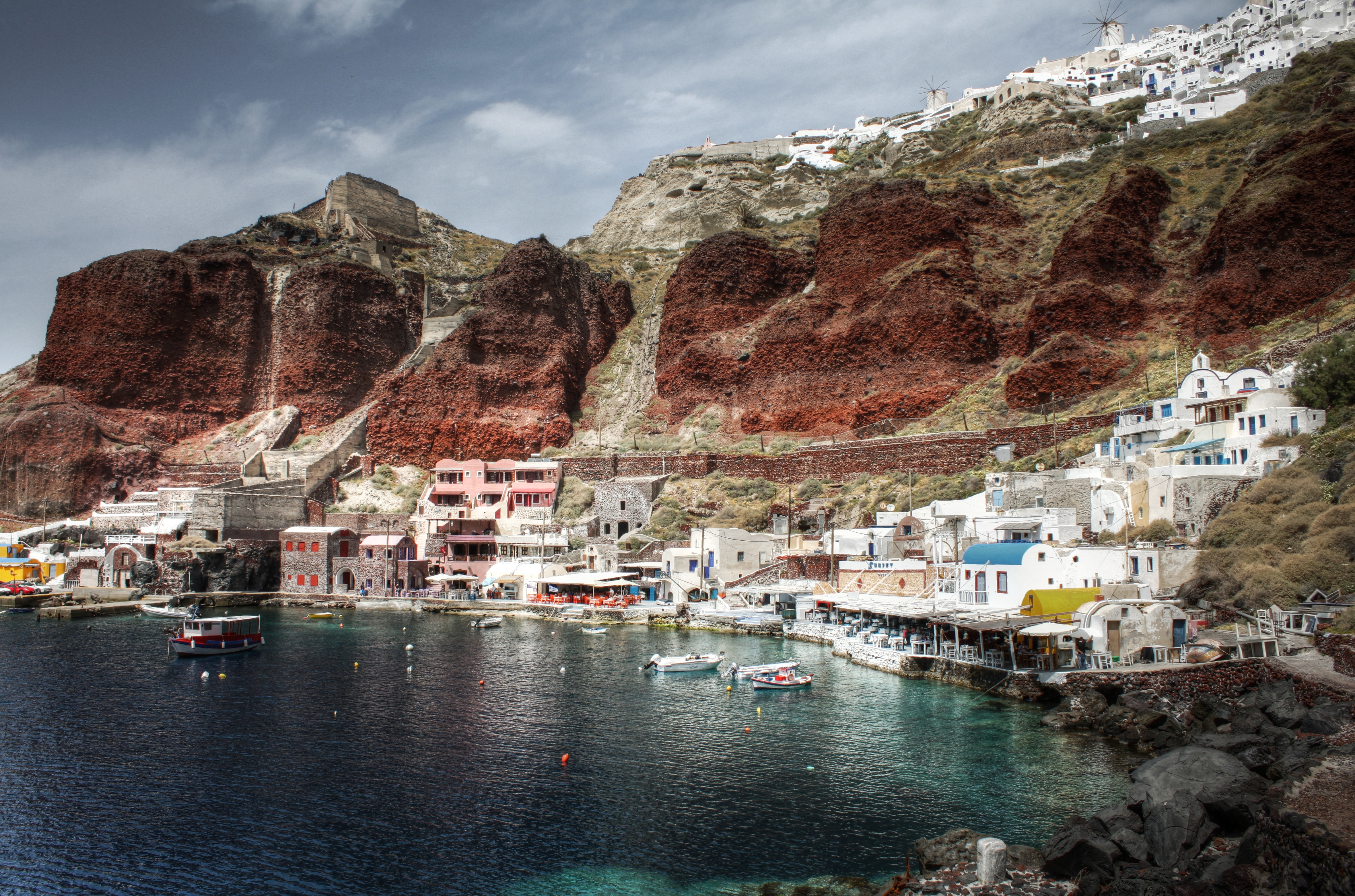

Le village d'Oia (à 13 km de Fira, capitale de l’île) est accessible par la route ou à pied ou à dos d'âne par un escalier de 278 marches sur 120 m de dénivelé.

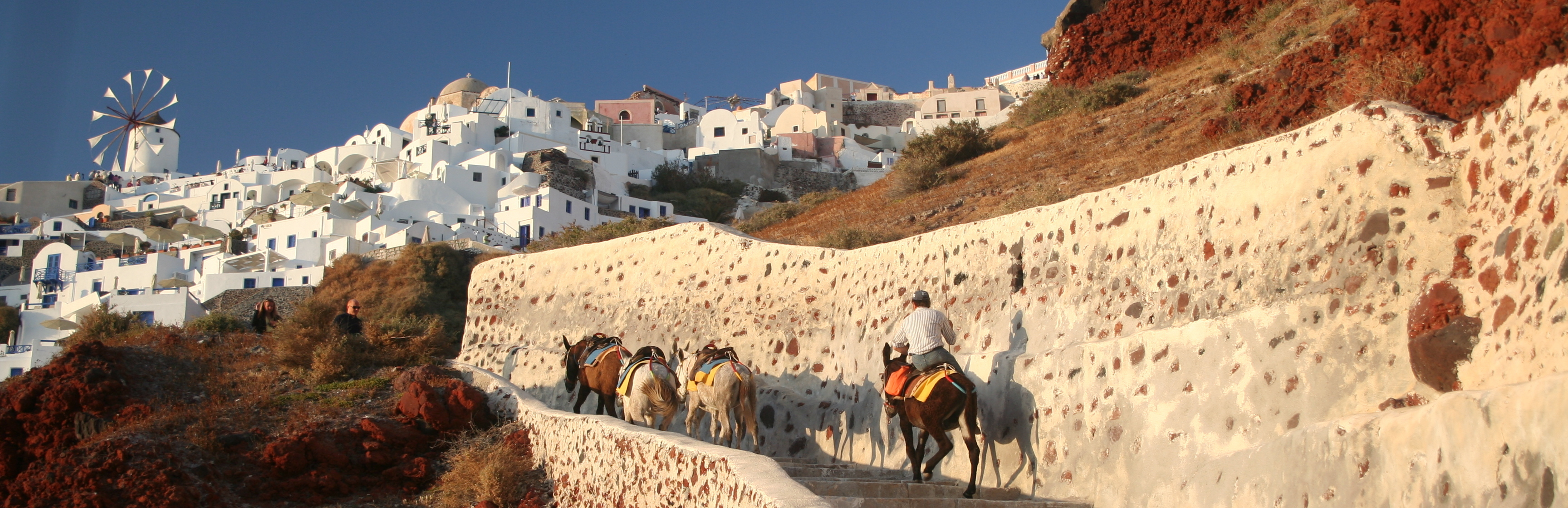